# Olcan Adın
Olcan Adın (ur. 30 września 1985 w Balıkesirze) – turecki piłkarz występujący na pozycji pomocnika.

## Kariera klubowa
Adın profesjonalną karierę zaczynał w klubie Kartalspor, z którego latem 2013 przeniósł się do Fenerbahçe SK. W ciągu roku nie wystąpił w tym klubie w żadnym ligowym meczu, następny sezon spędził więc w Antalyasporze, by następnie powrócić do Fenerbahçe SK. W 2007 trafił do Karşıyaka SK, a po zaledwie roku do Gaziantepspor. Dobre występy w tym zespole sprawiły, że piłkarz zapracował na transfer do Trabzonsporu, który w zimowym okienku transferowym w 2012 zapłacił za niego 3,3 miliona euro. 5 lipca 2014 przeszedł do Galatasaray SK za 4,5 miliona euro.
W 2016 roku odszedł z klubu. W 2017 został zawodnikiem klubu Akhisar Belediyespor.

## Kariera reprezentacyjna
W reprezentacji Turcji zadebiutował 29 lutego 2012 w towarzyskim meczu przeciwko Słowacji. Na boisku przebywał do 58 minuty.
| Mecze i gole w reprezentacji | Mecze i gole w reprezentacji | Mecze i gole w reprezentacji | Mecze i gole w reprezentacji | Mecze i gole w reprezentacji | Mecze i gole w reprezentacji | Mecze i gole w reprezentacji |
| 2012                         | 2012                         | 2012                         | 2012                         | 2012                         | 2012                         | 2012                         |
| ---------------------------- | ---------------------------- | ---------------------------- | ---------------------------- | ---------------------------- | ---------------------------- | ---------------------------- |
| 1.                           | 29.02.2012                   | Bursa, Turcja                | Słowacja                     | 1:2                          | 0                            | towarzyski                   |

## Sukcesy
Fenerbahce
- Mistrzostwo Turcji: 2003/2004, 2006/2007

Gaziantepspor
- Mistrzostwo Turcji: 2014/2015
- Puchar Turcji: 2014/2015
- Superpuchar Turcji: 2015